# Pteralopex taki
Pteralopex taki là một loài động vật có vú trong họ Dơi quạ, bộ Dơi. Loài này được Parnaby mô tả năm 2002.

## Hình ảnh

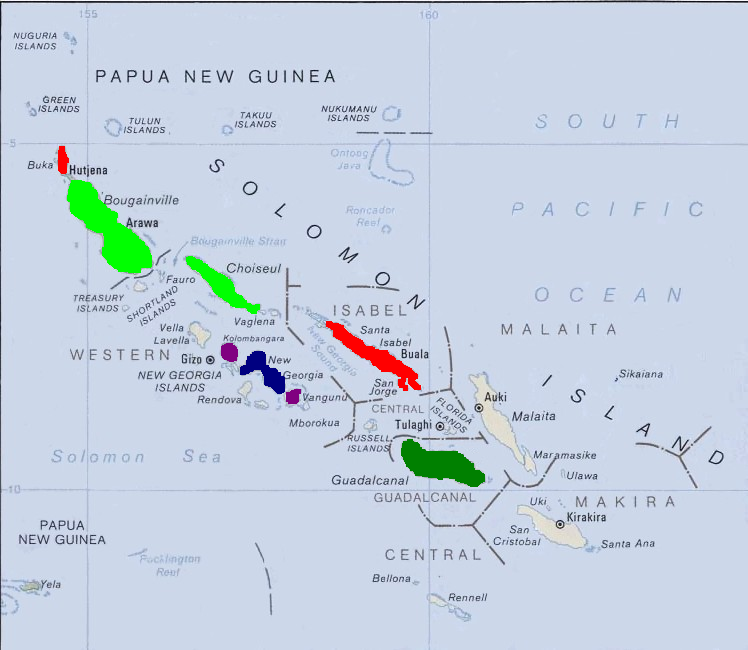